# 오희주의 라디오라떼
《오희주의 라디오라떼》는 2020년 11월 1일부터 KNN 러브FM(부산 FM 105.7MHz, 양산 FM 88.5MHz, 기장/정관 FM 89.3MHz, 창원/김해/거제 FM 90.9MHz, 진주 FM 98.7MHz)을 통해 매일 밤 9시부터 밤 10시까지 방송중인 라디오 프로그램이다. 그런데 지역 프로그램 의무 편성 비율 문제에 걸렸는지, 2023년 10월 17일부터 다시 KNN 파워FM과 동시방송을 개시하게 되었다.
주말 새벽 3시부터 새벽 5시까지는 KNN 파워FM(부산 FM 99.9MHz, 기장,정관 96.3MHz, 창원 102.5MHz, 진주 105.5MHz, 거창 106.7MHz)을 통해 재방송된다.

## 역대 진행자
| 대수 | 진행자            | 진행 기간                          | 비고 |
| ---- | ----------------- | ---------------------------------- | ---- |
| 1대  | 엄상준 PD         | 2020년 11월 1일 ~ 2022년 4월 3일   |      |
| 2대  | 고강용 아나운서   | 2022년 4월 4일 ~ 2023년 4월 2일    |      |
| 3대  | 조문경 기상캐스터 | 2023년 4월 3일 ~ 2023년 10월 22일  |      |
| 4대  | 오희주 기상캐스터 | 2023년 10월 23일 ~ 2025년 4월 30일 |      |
| 5대  | 임소연 리포터     | 2025년 5월 1일 ~ 현재              |      |

## 코너
- 라떼 플레이리스트 : 대중음악사에 길이 남을 명음반들을 선정하여 연속으로 들어보는 시간

## 같이 보기
- KNN 러브FM
- KNN 파워FM